# Apechoneura nigritarsis
Apechoneura nigritarsis là một loài tò vò trong họ Ichneumonidae.